# Над моим мёртвым телом
«Над моим мёртвым телом» (исп. Estudi d'estiu o Primero pasarás sobre mi cadáver) — картина испанского художника Рамона Касаса, написана в 1893 году и представляет собой живопись маслом на холсте размером 61,5×50,5 см. В настоящее время хранится в Национальном музее искусства Каталонии в Барселоне.
Автор картины, Рамон Касас-и-Карбо (1866—1932) — испанский каталонский художник, писавший картины в стиле каталонского модерна.
В начале 1890-х годов Касас создал серию картин бытового жанра с обязательным присутствием на них женской фигуры. «Над моим мертвым телом» стала одной из первых работ автора в этой серии. На картине изображена молодая женщина, стоящая между двумя дверными проёмами. Кажется, будто она смотрит на кого-то за дверью напротив, не давая ему войти в комнату. Сложное взаиморасположение открытых дверей, ближней и дальней, усиливает загадочный ореол картины, заставляя зрителя задуматься о реальности изображённого места. Понять, где действительно находится молодая женщина, очень сложно.
Оригинальное название картины было через некоторое время заменено на «Летний этюд», однако на персональной выставке Касаса в мае 1900 года в Зале Пареса в Барселоне его коллега, Мигель Утрильо, вернул прежнее название. Тем не менее в некоторых посвящённых искусству изданиях, например в журнале «Кисть и перо», полотно упоминается под названием «Летний этюд».